# 糍粑
糍粑是中国民间传统食品，是糍、打糕的一類，广泛分布于南方地区和少數北方地區如香港、广东、福建、广西、贵州、四川、云南、重庆、湖北、湖南、江西、上海、江蘇等地。打糍粑是一种传统的节日风俗，多为庆祝新年等节日，每个地区因民族及习俗不同而各有差异。在中国大陆，作為賀年食品的糍粑一般会在腊月製作，在农村，一般整个家族都会在一起打糍粑，以庆祝即将到来的新年，而在台灣則多於婚喪喜慶活動，或廟會拜拜聚會時，經常用糍粑招待賓客，製造過程中會引入機器代替，比如會將泡過的糯米用機器磨成米漿，之後蒸熟，再後續處理，跟傳統方式由熟糯米捶搗出黏性的方法不完全一樣。
日本、朝鲜等地也有类似的食品，但制作及食用方法有所区别。

## 制作方法

### 制作方法
将糯米用水浸泡一天以上，将水濾乾之後蒸熟。将蒸好的糍粑放在石臼裡面，用大木槌等工具舂烂至胶状。然后将这团胶状物放入洒上糯米粉的器皿中揉搓，有些地區由两人进行，一个拿着木槌站着敲打，另外一个蹲着用手将糍粑揉成团状。每打一下揉一次。用模具制成各种形状或直接制成饼状或团状，其大小会依据具体的用途而定。放在通风干燥的地方晾干。待要食用时，可以油炸，水煮或直接用火烤熟。

### 佐料粉
花生，黄豆，芝麻炒后磨粉，可以随意搭配用作佐料

## 各地差异
- 梅州客家糍粑：广东梅州客家：客家人会附带蘸上炒米、花生、芝麻、黄糖等配制而成的佐料粉再吃。当地有传统说法“十月朝，糍粑粄子碌碌烧。”就是说农历十月每家都在制作糍粑。[3]
- 闽清糍粑：福建闽清人吃糍粑的佐料是炒熟磨细的芝麻、花生、豆、糖混合的粉。当地制作的糍粑体积较大。[4]
- 馬祖糍粑：當地稱「𥻵」，馬祖人吃糍粑的佐料為花生粉，婚喪喜慶可見。
- 桂林糍粑：广西桂林会加入馅料如豆茸、莲茸、芝麻桂花糖等，还会沾上白糖或熟豆粉一起吃。[5]
- 兴义糍粑：贵州兴义人制作时，在手上涂上蜂蜡或茶油，在臼好的糍粑团上撕下一块，用黄豆粉、芝麻、苏麻做馅料包起来。
- 湖南：有的地方会用当地特产的大型香叶将糍粑包起来，存放15至30天，吃的时候再撕掉香叶。也有烤糍粑这一小吃[6]
- 湘西糍粑：湖南西部臼糍粑时会用混合的茶油和蜂蜡涂在石臼和木槌上。糍粑有时候会存放在大水缸里，能存放到7月份左右。烤好的糍粑可以沾上糖，或者将糖灌入糍粑中。糍粑有时会裹着豆腐乳（当地人谓之猫乳）吃。[7]
- 四川糍粑：四川打糍粑一般在中秋节，会加入黄豆粉、芝麻粉、蜜桂花、白糖等。[8]
- 重庆糍粑：在重庆，端午节时，除传统的包粽子意外，人们还会做糍粑，然后蘸黄豆粉、白糖等一起吃。[9]
- 糖不甩
- 油炸糍粑：中国南方地区流行的一种早餐，江南一带称作粢饭糕。用糯米和粳米按比例配制，再放入蒸笼内蒸熟，放凉后倒出切片，放入油锅中炸至金黄。[10]